# Catocala faustina
Catocala faustina là một loài bướm đêm thuộc họ Erebidae. Nó được tìm thấy ở Colorado phía tây đến California và phía bắc qua Washington tới British Columbia. It has also been reported ở Idaho, Montana, Nevada, Oregon và Utah.
Sải cánh dài khoảng 58 mm. Con trưởng thành bay từ tháng 9 đến tháng 10 tùy theo địa điểm. Có thể có một lứa một năm.
Ấu trùng ăn các loài Salix.

## Phụ loài
- Catocala faustina faustina Strecker, 1873
- Catocala faustina cleopatra Strecker, 1874
- Catocala faustina allusa Hulst, 1884